# Bitwa nad rzeką Guadalete
Bitwa nad rzeką Guadalete (lub bitwa pod Jerez de la Frontera) – starcie zbrojne, które miało miejsce w lipcu 711 r. podczas walk Wizygotów z Arabami.
Wykorzystując walki wewnętrzne w państwie wizygockim, arabski namiestnik Afryki, Musa ibn Nusajr wysłał w 710 r. na wyprawę zwiadowczą do Hiszpanii Tarika ibn Zijada. Latem 711 r. zorganizowano kolejną, większą wyprawę. Na drugą stronę Cieśniny Gibraltarskiej przeprawiło się 7000 wojowników muzułmańskich. Do decydującej bitwy doszło w lipcu 711 r. nad rzeką Guadalete na południe od miasta Arcos de la Frontera na terenie współczesnej prowincji Kadyks w południowej Andaluzji. Dowodzone przez króla Roderyka oddziały wizygockie poniosły całkowitą klęskę, a sam król poległ (lub zaginął bez wieści). Państwo wizygockie w Hiszpanii uległo rozpadowi. Walki wewnętrzne wśród Wizygotów ułatwiły Arabom przeprowadzenie w kolejnych latach podboju prawie całego Półwyspu Iberyjskiego.